# Tot TV
Tot TV es una cadena de televisión catalana en abierto, Es propiedad de Cadena Pirenaica de Ràdio i Televisió, la cual posee la cadena Pirineus TV y la radio Próxima FM . Opera en la mayor parte de la provincia de Lérida. Toda  su programación es en catalán.
Cadena Pirenaica de Ràdio i Televisió llegó a un acuerdo con el grupo Lleida Pirineus Media Holding para poder usar las frecuencias otorgadas a Prensa Leridana  para su emisión en televisión digital terrestre (TDT). Cuando inicio su emisión sus programas eran divulgativos sobre la provincia, así como el fomento del patrimonio de la zona y la cohesión territorial.
En verano de 2019 la Productora Lleidatana De Televisio  y Cadena Pirenaica de Ràdio i Televisió llegaron a un acuerdo para que Lleida TV pudiese emitir en las frecuencias que se emitía Tot TV acambio de que se mantuviese el nombre de Tot TV. Desde entonces Lleida TV se puede ver  en toda la provincia de Lérida, ya sea con sus propias frecuencias o con las frecuencias de Cadena Pirenaica de Ràdio i Televisió.
Actualmente en el canal Tot TV solo se ve la programación y el logo de Lleida TV. Tot TV solo mantiene el nombre del canal.

## Logotipos

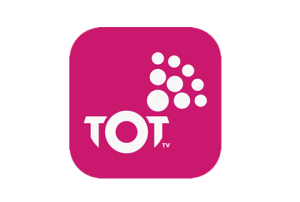
Logotipo de Tot TV desde 2009 hasta 2019.
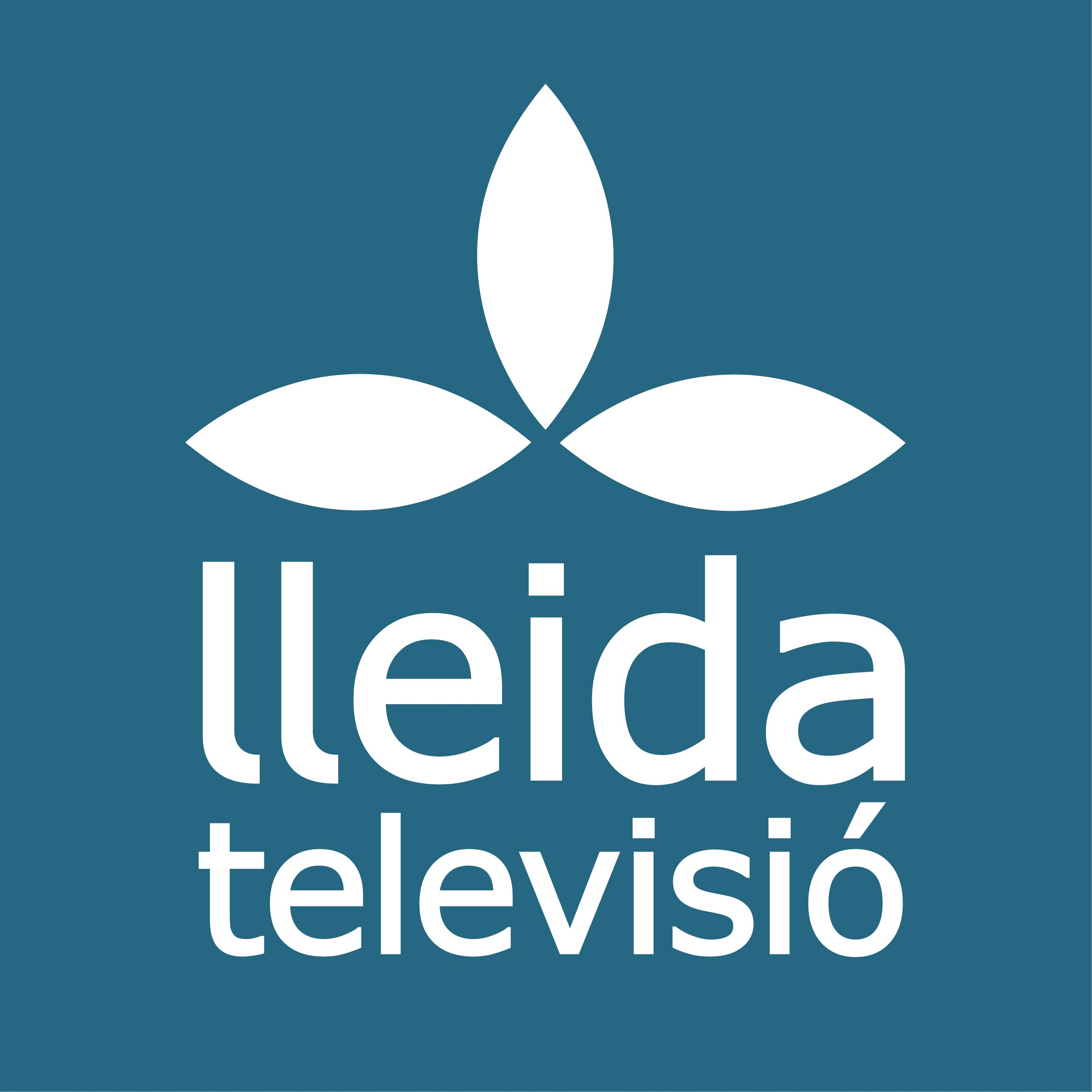
Logotipo de Tot TV desde 2019.

## Frecuencias
Las frecuencias por donde emite el canal son las siguientes:
- 27UHF: Segriá
- 33 UHF: Alto Pirineo